# Никодим Царкняс
Никодим Царкняс (на гръцки: Νικόδημος Τσαρκνιάς; на македонска литературна норма: Никодим Царкњас) е отлъчен гръцки православен свещеник, с македонско национално съзнание, самопревъзгласил се за архимандрит на „македонската църква“ в Гърция.

## Биография
Никодим Царкняс е роден в мъгленското градче Съботско (на гръцки Аридея), Гърция. През 1973 година е ръкоположен за свещеник на гръцката православна църква, но през 1991 година е отлъчен от нея.
Причините за отстраняването му са спорни. Обвинен е в сериозни етични нарушения и след решение на Светия синод на гръцката църква е съден. За виновен го намират както първоинстанционният съд, така църковния апелативен съд. Едва след това е отлъчен на 11 март 1992 година.
Според самия Никодим Царкняс и според македонистки източници, когато той е бил личен секретар на леринския митрополит Августин Кандиотис, открито се е противопоставил на опитите на митрополита да премахне традиционните религиозни костюми на „етническите македонци“. Царкняс твърди, че е отзован от Леринската митрополия едва след като е обявил националното си самосъзнание и е започнал да проповядва в енориашията си на славянски език. Според гръцката църква обаче, Царкняс се самоопределя като етнически македонец едва след като е прогонен от църквата за хомосексуализъм.
След отстраняването си от гръцката църква Никодим Царкняс става член на непризнатата Македонската православна църква. Оттогава Царкняс твърди, че е тормозен и преследван заради националното си самосъзнание. Съден е още няколко пъти, единият от които заради опита му да основе „македонска църква“ в Съботско. През май 2004 година е осъден на три месеца затвор, заради „основаване и ръководене на църква без разрешение“. През 2009 година е осъден на шест месеца затвор, защото през 2002 година е набил 12-годишно момче. Царкняс казва, че е хванал момчето за ръката му, но не го е наранил, и че съдията е бил твърде суров при наказанието.
Никодим Царкняс е близък на македонистката организация в Гърция Виножито, а на 24 април 2009 година гостува на ОМО Илинден-Пирин в Мелник за честване годишнина от смъртта на Яне Сандански.